# 開朗型彗星
開朗型彗星（Chiron-type comet）屬於小型彗星家族的成員，定義是其半長軸比木星的半長軸（5.2天文單位）大，相對於木星的蒂塞朗參數（TJupiter）大於3。
開朗型彗星族以最大、最突出的成員95P/開朗命名，95P/開朗被同時認定為彗星和半人馬小行星，這模糊兩者之間的界限。
有四顆編號週期彗星被認為是開朗型彗星族的典型成員：奧特瑪彗星、林尼爾彗星（165P/LINEAR）、尼特8號彗星（166P/NEAT）和167P/CINEOS。
開朗型彗星族與恩克型彗星、木星族彗星。與開朗型彗星相反，木星族彗星的TJupiter小於 3（週期通常小於20年），而恩克型彗星的半長軸比木星的還小。另一組哈雷型彗星只有一個經典的定義，就是週期介於20到200年之間。開朗型彗星族成員的動態壽命為650萬年，比木星族彗星的5萬年長許多。

## 外部連結
- 95P/Chiron - 2060 Chiron (1977 UB), Cometary behavior[永久], Comet Countdown